# Hansi Wiens
Johann „Hansi“ Wiens (* 23. Februar 1968 in Nowosibirsk, Russische SFSR) ist ein deutscher Squashtrainer und ehemaliger Squashspieler.

## Werdegang
Hansi Wiens wurde im russischen Nowosibirsk geboren, wo sein Vater als Kriegsgefangener 27 Jahre lang in einer Salzmine arbeiten musste. Erst 1972 konnte die Familie Wiens nach Deutschland zurück emigrieren. Er hat insgesamt fünf Geschwister. Nach dem Abschluss an der Realschule absolvierte er eine Ausbildung als Feinmechaniker sowie eine Weiterbildung als Computertechniker.
Nach einer vergleichsweise eher erfolglosen Zeit bei den Junioren, in der er für den Paderborner SC spielte, wurde Hansi Wiens im Aktivenbereich einer der dominierenden Squashspieler der deutschen Squashszene. 1988 gewann er seinen ersten Deutschen Meistertitel und wiederholte diesen Erfolg bis 2002 noch achtmal. Für die deutsche Nationalmannschaft bestritt er insgesamt 146 Partien. Hansi Wiens war auch als Profispieler aktiv und erreichte mit Rang zwölf, im November 1993, seine beste Platzierung in der Weltrangliste. Auf der Profitour gewann er mehrere Turniere, unter anderem die New Zealand Open.
Von 1996 bis 2003 führte Hansi Wiens ein Squashcenter in Bonn, ehe er für drei Jahre eine Anstellung als Trainer auf Mallorca annahm. Dort lernte er seine spätere Ehefrau Valeria Vinnikova kennen, mit der er eine Tochter und einen Sohn hat. 2007 zog das Paar zunächst nach Toronto, ehe es kurz darauf nach Hanover, New Hampshire in die Vereinigten Staaten zog. Dort erhielt Hansi Wiens eine Anstellung als Co-Trainer am Dartmouth College. Schon nach einem Jahr wurde er zum Cheftrainer befördert und ist für alle Trainingsbelange im Rahmen der Ivy League zuständig.

## Erfolge
- Vizeeuropameister mit der Mannschaft: 1990, 1993, 1994
- Deutscher Einzelmeister: 9 Titel (1988−1993, 1995, 1996, 2002)
- Sportler des Jahres in Paderborn: 1992